# Vlag van 's-Heer Abtskerke

Vlag van 's-Heer Abtskerke
(1954-1970)

De vlag van 's-Heer Abtskerke werd op 24 maart 1954 bij raadsbesluit vastgesteld als de gemeentelijke vlag van de Zeeuwse gemeente 's-Heer Abtskerke. De beschrijving luidt: 
Vier evenhoge banen van geel, blauw, wit en rood.
De kleuren van de vlag zijn ontleend aan het gemeentewapen.
In 1970 ging de gemeente op in Borsele, waardoor de vlag als gemeentevlag kwam te vervallen.

## Verwante afbeelding

Het wapen van 's-Heer Abtskerke
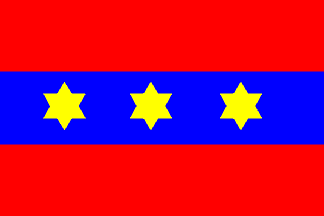
? Vlagontwerp van J.A. Beenhakker (1970)

Aardenburg 
· Arnemuiden 
· Axel 
· Baarland 
· Biervliet 
· Biggekerke 
· Borssele 
· Breskens 
· Brouwershaven 
· Bruinisse 
· Burgh 
· Domburg 
· Dreischor 
· Driewegen 
· Duiveland 
· Ellewoutsdijk 
· 's-Gravenpolder 
· Groede 
· Haamstede 
· 's-Heer Abtskerke 
· 's-Heer Arendskerke 
· Hoedekenskerke 
· Hontenisse 
· IJzendijke 
· Kloetinge 
· Kortgene 
· Koudekerke 
· Krabbendijke 
· Kruiningen 
· Mariekerke 
· Meliskerke 
· Middenschouwen 
· Nieuw- en Sint Joosland 
· Nisse 
· Noordgouwe 
· Oostburg 
· Oostkapelle 
· Oud-Vossemeer 
· Oudelande 
· Ovezande 
· Poortvliet 
· Retranchement 
· Rilland-Bath 
· Ritthem 
· Sas van Gent 
· Scherpenisse 
· Schoondijke 
· Sint-Annaland 
· Sint Jansteen 
· Sint-Maartensdijk 
· Sint Philipsland 
· Sluis 
· Sluis-Aardenburg 
· Stavenisse 
· Valkenisse 
· Vogelwaarde 
· Waarde 
· Waterlandkerkje 
· Wemeldinge 
· Westdorpe 
· Westerschouwen 
· Westkapelle 
· Wissenkerke 
· Wolphaartsdijk 
· Zaamslag 
· Zierikzee 
· Zuiddorpe 
· Zuidzande